# Jesus Is Born
A Jesus Is Born a Kanye West amerikai rapper és  producer által vezetett Sunday Service Choir gospel kórus debütáló albuma. 2019. december 25-én jelent meg az INC kiadón keresztül. Az album karácsony napján jelent meg, követve West kereszténység témájú Jesus Is King albumát, amelyet októberben adtak ki. Ugyan az album a Sunday Service Choir név alatt jelent meg, sokan West diszkográfiájának részeként tekintik.
West egy nappal a Jesus Is King megjelenése előtt jelentette be a Jesus Is Born kiadását. Az album 74. helyig jutott a Billboard 200-on és második helyen a Top Gospel Albums slágerlistán.

## Háttér
2019 első vasárnapján West elindította a Sunday Service első próbáit, ahol diszkográfiájából adtak elő gospel verziókat és feldolgozták más előadók dalait. Gyakran dolgoztak együtt a The Samples csoporttal, Tony Williamsszel és Ant Clemonsszal. 2019 áprilisában lépett fel először élőben a kórussal, a Coachella Fesztiválon. West kilencedik stúdióalbuma, a Jesus Is King két hónappal korábban jelent meg, amelyen a Sunday Service az Every Hour, a Selah, az Everything We Need és a Water dalokon közreműködtek.

## Kiadás, népszerűsítés
Egy Zane Lowe-vel készített interjúban West elmondta, hogy a Jesus Is Born 2019. december 25-én fog megjelenni. A Complex megosztott egy videót, amelyben a Sunday Service látható a stúdióban. 2019. december 25-én jelent meg a Jesus Is Born az INC kiadón keresztül digitális letöltésként és streaming platformokon. A Vydia terjesztette az albumot, kevesebb mint 24 órán belül. A megjelenés napján West kiposztolt egy linket, illetve az album borítóját. Ugyan az album a Sunday Service Choir név alatt jelent meg, többek között a Forbes, a CNN és az Entertainment Weekly is West diszkográfiájának részeként tekinti.

## Számlista
| 1.    | Count Your Blessings                      | Timothy Wright                                     | 5:27 |
| 2.    | Excellent                                 | Brenda Joyce Moore                                 | 3:29 |
| 3.    | Revelations 19:1                          | A. Jeffrey LaValley                                | 5:33 |
| 4.    | Rain                                      | Nikki Grier Brian Alexander Morgan                 | 4:48 |
| 5.    | Balm in Gilead                            | The Clark Sisters                                  | 2:08 |
| 6.    | Father Stretch                            | Kanye West                                         | 5:52 |
| 7.    | Follow Me / Faith                         | William Jennings Eddie Lewis Kyle Smith Grier West | 7:02 |
| 8.    | Ultralight Beam                           | Grier West                                         | 3:21 |
| 9.    | Lift Up Your Voices                       | Grier Andrew Swanson Sia Furler Thomas Pentz       | 7:48 |
| 10.   | More Than Anything                        | Rick Robinson                                      | 6:54 |
| 11.   | Weak                                      | Grier Morgan                                       | 3:05 |
| 12.   | That's How the Good Lord Works            | Grier Phyliss McKoy Joubert                        | 4:43 |
| 13.   | Sunshine                                  | The Clark Sisters                                  | 4:14 |
| 14.   | Back to Life                              | Grier Caron Wheeler Paul Hooper Simon Law          | 3:19 |
| 15.   | Souls Anchored                            | Grier Benjamin Bush Stephen Garrett Timothy Mosley | 3:59 |
| 16.   | Sweet Grace                               | Grier                                              | 1:38 |
| 17.   | Paradise                                  | Grier Jeremy Felton Keith James Mick Schultz       | 4:13 |
| 18.   | Satan, We're Gonna Tear Your Kingdom Down | Shirley Caesar                                     | 3:23 |
| 19.   | Total Praise                              | Richard Smallwood                                  | 3:15 |
| 83:57 |                                           |                                                    |      |

## Közreműködő előadók
A Tidal és az Instagram adatai alapján.
| - Kanye West – executive producer, producer - Nikki Grier – producer, hangszerelés (4, 7, 9, 11, 14–17) - Jason White – producer, kórusvezető, hangszerelés (1–13, 15–19) - Philip Cornish – production, zenei vezető, orgona, billentyűk, hangszerelés (2-15, 17) - Federico Vindver – producer (5, 16) - Budgie – producer (5, 16) - Steve Epting – hangszerelés (4, 7, 9, 11, 14, 15, 17) - Jawan McEastland – hangszerelés (16) - Jonathan E. Coleman – producer, kórusmenedzser Sunday Service Choir - Adam Michael Wilson – kórus - Adriana N. Washington – kórus - Akua Willis – kórus - Alexander Jacke – kórus - Alexandria A. Arowora – kórus - Alexandria Simone Griffin – kórus - Alexis James – kórus - Alexis Jones – kórus - Alisha Roney – kórus - Amanda Adams – kórus - Amber M. Grant – kórus - Ameera Perkins – kórus - Andre M. Washington – kórus - Angela C. Williams – kórus - Angelle King – kórus - Anthony McEastland – kórus - Ashley Echols – kórus - Ashley Nichol – kórus - Ashley Washington – kórus - Ashly Williams – kórus - Bobby Musique Cooks – kórus - Bradley Morice Jones – kórus - Brandi JaNise Majors – kórus - Brandon Rodgers – kórus - Breenen Johnson – kórus - Brittany Jerita Wallace – kórus - Brooke Brewer – kórus - Bryan Austin Green – kórus - Caleb Minter – kórus - Carisa Dalton Moore – kórus - Carmel A. Echols – kórus - Cassandra Renee Grigsby Chism – kórus - Cedric Jackson II – kórus - Cedrit B. Leonard Jr. – kórus - Chadric R Johnson – kórus - Chara Hammonds – kórus - Chaz Mason – kórus - Chelsea B Miller – kórus | - Chelsea West – kórus - Chimera Wilson – kórus - Claudia A. Cunningham – kórus - Corinthian Buffington – kórus - Crystal Butler McQueen – kórus - Curnita Turner – kórus - Daniel Devila – kórus - Daniel Ozan – kórus - Danielle E Deimler – kórus - Darius Coleman – kórus - Deanna Dixon – kórus - Deonis Cook – kórus - Derrick Evans – kórus - Desiree Washington – kórus - Destine Nelson – kórus - Devon Baker – kórus - Don Sykes – kórus - Donald Paige – kórus - Dwanna Orange – kórus - Emi Seacrest – kórus - Eric L. Copeland II – kórus - Erik Brooks – kórus - Estherlancia Mercado – kórus - Fallynn Rian Oliver – kórus - Fannie Belle Johnson – kórus - Felice LaZae Martin – kórus - Gabrielle Carreiro – kórus - George Hamilton – kórus - Herman Bryant III – kórus - India Moret – kórus - Isaiah Johnson – kórus - Isaiah Steven Jones – kórus - Jacquelyn M. Jones – kórus - Jaden Blakley Gray – kórus - Jamal Moore – kórus - Jasmine L Morrow – kórus - JaVonte Pollard – kórus - Jazmine Yvette Bailey – kórus - Jenelle Rose Dunkley – kórus - Jerel Duren – kórus - Jerome Wayne – kórus - JeRonelle McGhee – kórus - Jherimi Leigh Henry – kórus - Joel Echols – kórus - Johnny Lee Paddio Jr – kórus - Joy A. Love – kórus - Justin Hart – kórus - Kadeem S. Nichols – kórus - Kamili Mitchell – kórus - Keisha Renee Lewis – kórus | - Kene Alexander – kórus - Kimberly A Jefferson – kórus - Kyrese Victoria Montgomery – kórus - LaMarcus Eldridge – kórus - Lanita Smith – kórus - Mariah Meshae Maxwell – kórus - Mark Justin-Paul Hood – kórus - Marqueta Pippens – kórus - Maurice Smith – choir - Megan Parker – kórus - Melanie S. Tryggestad – kórus - Michael Shorts – kórus - Naarai Jacobs – kórus - Nikisha Grier-Daniels – kórus - Orlando Dotson – kórus - Porcha Clay – kórus - Princess Foster – kórus - Reesha Archibald – kórus - Rondez O. Rolle – kórus - Samantha N. Nelson – kórus - Sha’leah Nikole Stubblefield – kórus - Shana Andrews – kórus - Shanice Lorraine Knox – kórus - Sharon Marie Norwood – kórus - Shatisha Lawson – kórus - Steve Maurice Epting Jr – kórus - Synai Davis – kórus - Taelor Nevin Murphy – kórus - Tayler Green – kórus - Tickwanya Jones – kórus - Tiffanie Cross – kórus - Tiffany Stevenson – kórus - Vernon Burris Jr – kórus - William Harper – kórus - Zachary C. Moore – kórus - Paul Cornish – billentyűk - Nick Clark – basszus - Rico Nichols – dobok - Darius Woodley – dobok - Roland Gajate-Garci – dobok - Kyla Moscovich – kürt - Lasim Ahmed Richards – kürt - Marion Ross III – kürt - Cameron Johnson – kürt - Lemar Guillary – kürt - Chris Johnson – kürt - The Samples – kórus - Mike Dean – keverés - Ant Clemons |

## Slágerlisták
| Slágerlista (2020)                       | Legmagasabb pozíció |
| ---------------------------------------- | ------------------- |
| Brit Album Downloads albumlista (OCC)    | 53                  |
| Brit Christian & Gospel albumlista (OCC) | 3                   |
| US Billboard 200                         | 73                  |
| US Independent albumlista (Billboard)    | 5                   |
| US Top Gospel albumlista (Billboard)     | 2                   |

| Slágerlista (2020)                   | Pozíció |
| ------------------------------------ | ------- |
| US Top Gospel albumlista (Billboard) | 2       |

## Kiadások
| Régió       | Dátum              | Formátum                       | Kiadó | For.  |
| ----------- | ------------------ | ------------------------------ | ----- | ----- |
| Világszerte | 2019. december 25. | - digitális kiadás - streaming | INC   | [ 6 ] |